# Hedendaagse geschiedenis
Contemporaine, eigentijdse of hedendaagse geschiedenis is de geschiedenis van de eigen tijd van de beschouwer, en eventueel een of twee generaties ervoor. Andersom gezegd, contemporaine geschiedschrijving van een gebeurtenis of periode is wat historici uit die tijd zelf erover geschreven hebben; zo was Herodotus een contemporaine geschiedschrijver van de Perzische Oorlogen.
Per definitie verschuift de periode die als 'eigen tijd' geldt in de loop der tijd. Daarnaast hangt dit af van de visie van de historicus. Hedendaagse of contemporaine geschiedenis wordt dikwijls als synoniem gebruikt van de Nieuwste of Moderne tijd, waarbij uiteenlopende beginpunten worden genomen als 1770, 1789 (Franse Revolutie), 1795 (Bataafse Revolutie), 1815, 1870, 1890 (Tweede industriële revolutie) of 1914-1918. Soms wordt voor een zeer recent beginpunt gekozen, zoals 1989-1990 (einde van de Koude Oorlog) of zelfs 2000-2001. Een andere definitie luidt dat het bij hedendaagse geschiedenis gaat om historische gebeurtenissen die nu nog relevant zijn en waarvan de effecten nog niet uitgewerkt zijn. Vandaar dat hedendaagse historici vaak de Tweede Wereldoorlog als beginpunt van deze periode nemen.

## Verschuiving contemporaine periode
Het einde van de Tweede Wereldoorlog (1939-1945) valt samen met de introductie van de atoombom en het begin van de Koude Oorlog, waarin twee supermachten wereldwijd tegenover elkaar kwamen te staan. Andere kenmerkende ontwikkelingen in deze periode waren de afbouw van de koloniale rijken; een ongekende bevolkingsgroei, vooral in de derde wereld; het begin van het ruimtevaarttijdperk; de opkomst van moderne elektronica en elektronische massamedia; en vooral in West-Europa de opkomst van de welvaarts- en verzorgingsstaat. Sommige van deze ontwikkelingen zetten al vóór 1945 in.

## Gebeurtenissen

### Westerse wereld
Koude Oorlog
- Wapenwedloop
- Ruimtewedloop
- Splitsing van Duitsland, stichting van de Bondsrepubliek Duitsland, stichting van de Duitse Democratische Republiek
- Opbouw en val van de Berlijnse Muur
- Val van het communisme

Mondialisering/globalisering
- Dekolonisatie, apartheid
- Europese vluchtelingencrisis, mondiale migratiecrisis
- Black Lives Matter en Social justice warrior

Stichting van de staat Israël en Israëlisch-Arabische oorlogen
Uiteenvallen van Joegoslavië
Technologische ontwikkelingen
- Kernenergie
- Biotechnologie
- Informatie- en communicatietechnologie

Digitaal (Digitale revolutie & intelligente revolutie)
- Automatisering
- Mobiele telefoon
- Robotica
- Aangevulde realiteit (augmented reality)
- Virtuele realiteit (virtual reality)
- Kunstmatige intelligentie

Massamedia
- Marketingdenken
- Mondiaal dorp/global village
- Uitzendbronnen: radio, televisie, internet
- Gegevensdragers, zoals geluidsdragers in de tijd (grammofoon, audiocassette, cd, mp3) en beelddragers (video, dvd, streaming )
- Cloud

Tegencultuur
- Hippiecultuur
- Andersglobalisme
- Kraakbeweging

Politiek/sociaal
- Europese Economische Gemeenschap/Europese Unie, Europese vluchtelingencrisis
- Verenigde Naties, Universele Verklaring van de Rechten van de Mens
- Democratisering, individualisering, secularisatie
- Feminisme, emancipatie, vrouwenrechten
- Nieuw-klassieke macro-economie, kredietcrisis
- Links en rechts in de politiek

Milieu
- Opwarming van de Aarde
- Duurzaamheidsdenken
- Milieubeweging
- Coronapandemie

Filosofie
- Fenomenologie
- Existentialisme
- Structuralisme en poststructuralisme
- Postmodernisme

Oorlogen en terrorisme
- De drie golfoorlogen: Irak-Iranoorlog, Golfoorlog van 1990-1991 en de Irakoorlog
- Burgeroorlogen in Joegoslavië en Afrika
- Terroristische aanslagen op 11 september 2001 en de opkomst van het internationaal terrorisme, met name het islamitisch terrorisme

### Overige gebieden
Het uiteenvallen van de Sovjet-Unie
Junta's in Latijns-Amerika
Stichting van de Volksrepubliek China en Culturele Revolutie in China
Koreaanse Oorlog
Vietnamoorlog
Arabische Lente
Islamitische Revolutie
NB: Indeling in gebieden wordt op sommige thema's minder door mondialisering.